# Markt Wald
Markt Wald település Németországban, azon belül Bajorországban. Lakosainak száma 2257 fő (2023. december 31.).

## Népesség
A település népessége az elmúlt években az alábbi módon változott:
| Lakosok száma | 1661 | 468  | 1004 | 777  | 2274 | 2185 | 2206 | 2214 | 2177 | 2257 |
|               | 1840 | 1875 | 1950 | 1975 | 1999 | 2013 | 2015 | 2017 | 2021 | 2023 |